# Пренга, Бесник
Бесник Пренга (алб. Besnik Prenga; род. 5 июня 1969, Мирдита, Лежа) — албанский футболист и футбольный тренер. Бывший игрок сборной Албании.

## Биография

### Клубная карьера
Начинал играть на взрослом уровне в клубах чемпионата Албании, сезон 1990/91 отыграл за команду «Кастриоти», а сезон 1991/92 провёл в составе «Партизани». В 1992 году перешёл в команду второй лиги Хорватии «Дубрава». По итогам сезона вышел с клубом в высшую лиги, где провёл 12 матчей и забил 3 гола, но по ходу сезона вернулся во вторую лигу, где сыграл 2 матча за клуб «Ульяник». Сезон 1994/95 отыграл за клуб высшей лиги «Задар». С 1996 по 1997 выступал за «Младост 127», а затем перешёл в загребское «Динамо» (старое название — «Кроация»), однако в его составе ни разу не появился на поле. В 1998 году отправился в Израиль, где сыграл 2 матча и забил 1 гол в составе «Маккаби» (Петах-Тиква). Сезон 2000/01 провёл в хорватском клубе «Чаковец», после чего завершил игровую карьеру.

### Карьера в сборной
За сборную Албании провёл 2 матча. Дебютировал за сборную 11 ноября 1992 года в матче отборочного турнира чемпионата мира 1994 против сборной Латвии (1:1), в котором вышел на замену на 64-й минуте вместо Соколя Кушты, но уже на 67-й минуте был заменён на Рамиза Бишу.
Следующий матч за Албанию сыграл 14 мая 1994 года, отыграв первый тайм в товарищеской встрече со сборной Македонии.

### Тренерская карьера
Тренерскую карьеру начал с работы с юношескими составами клубов ХАШК и «Хрватски Драговоляц». С «Драговоляцом», где играли Брозович и Долежал, стал финалистом Кубка Хорватии 2011 года. В мае 2015 года возглавил главную команду клуба, с которой провёл 3 матча в концовке сезона второй лиги. В августе того же года перешёл в клуб «Локомотива», где два года тренировал состав до 19 лет, с которым стал чемпионом и серебряным призёром первенства Хорватии. Летом 2017 года был назначен главным тренером клуба второй хорватской лиги «Лучко», однако во главе клуба провёл лишь 4 матча и уже в сентябре был уволен с должности. В 2018—2019 тренировал албанский «Лачи».

## Личная жизнь
Его сын Херди Пренга (р. 1994) — футболист, также выступает за сборную Албании.